# 法布爾博物館

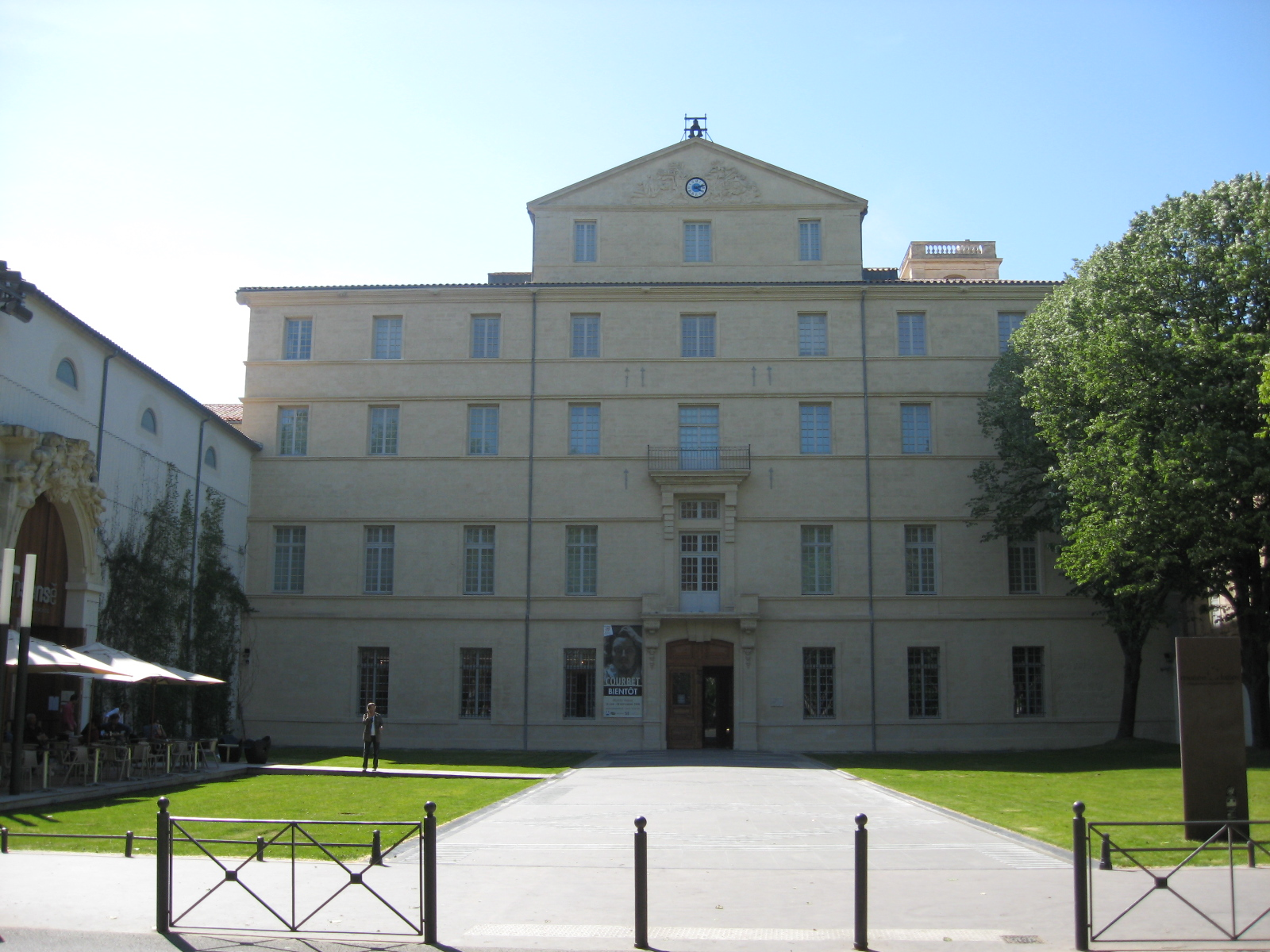
立面

法布爾博物館（法語：Musée Fabre）是位於法國南部城市蒙彼利埃的一座博物館。

## 历史
博物館創建於1825年。自2003年開始，博物館花費612萬歐元裝修，並在2007年1月完工。博物館是蒙彼利埃的主要景點之一，並且被法國文化部列入法國博物館之列。